# Permanganat de potassi
El permanganat de potassi és un compost inorgànic amb la fórmula química KMnO4 i compost per K+ (ions de potassi) i MnO−
4 (permanganat).
És una sal cristal·lina de color negre porpra, que es dissol en aigua per donar solucions de color rosa o violeta intens. És un fort agent oxidant, tant sólid com en solució aquosa.
El permanganat de potassi s'utilitza àmpliament a la indústria química i als laboratoris com a agent oxidant fort, i també com a medicament per a dermatitis, per netejar ferides i desinfecció general. Està a la llista model de medicaments essencials de l'OMS, els medicaments més segurs i eficaços necessaris en un sistema sanitari.
L'any 2000, la producció mundial es va estimar en 30.000 tones.

## Propietats
El permanganat de potassi és la sal de potassi del complex oxo de metalls de transició tetraèdric del permanganat, en el qual quatre lligands  O2− estan units a un centre de manganès (VII).

### Estructura
El KMnO4 forma cristalls ortoròmbics amb constants: a = 910,5 pm, b = 572,0 pm, c = 742,5 pm. El motiu general és similar al del sulfat de bari, amb el qual forma solucions sòlides.

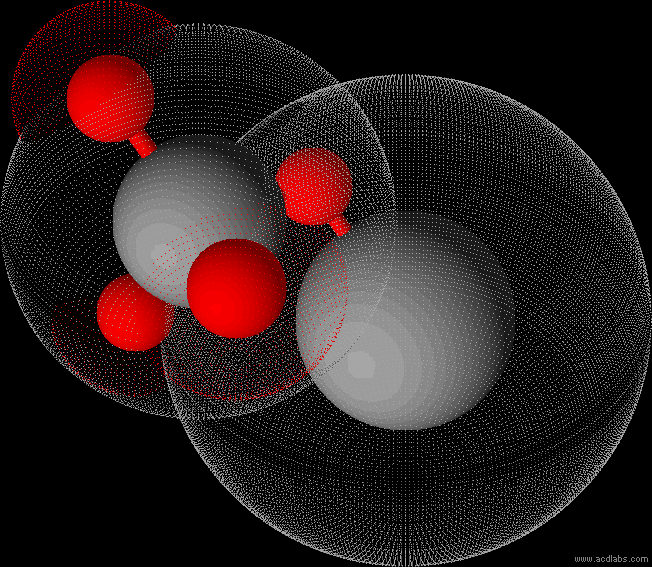

En el sòlid (com en la solució), cada centre de MnO−4 és tetraèdric. Les distàncies Mn–O són 1,62 Å.

### Color
El color negre porpra del permanganat de potassi sòlid, i el color intensament rosat a violeta de les seves solucions, és causat pel seu anió permanganat, que obté el seu color d'una forta banda d'absorció de transferència de càrrega causada per l'excitació dels electrons dels orbitals del lligand oxo a orbitals buits del centre del manganès (VII).

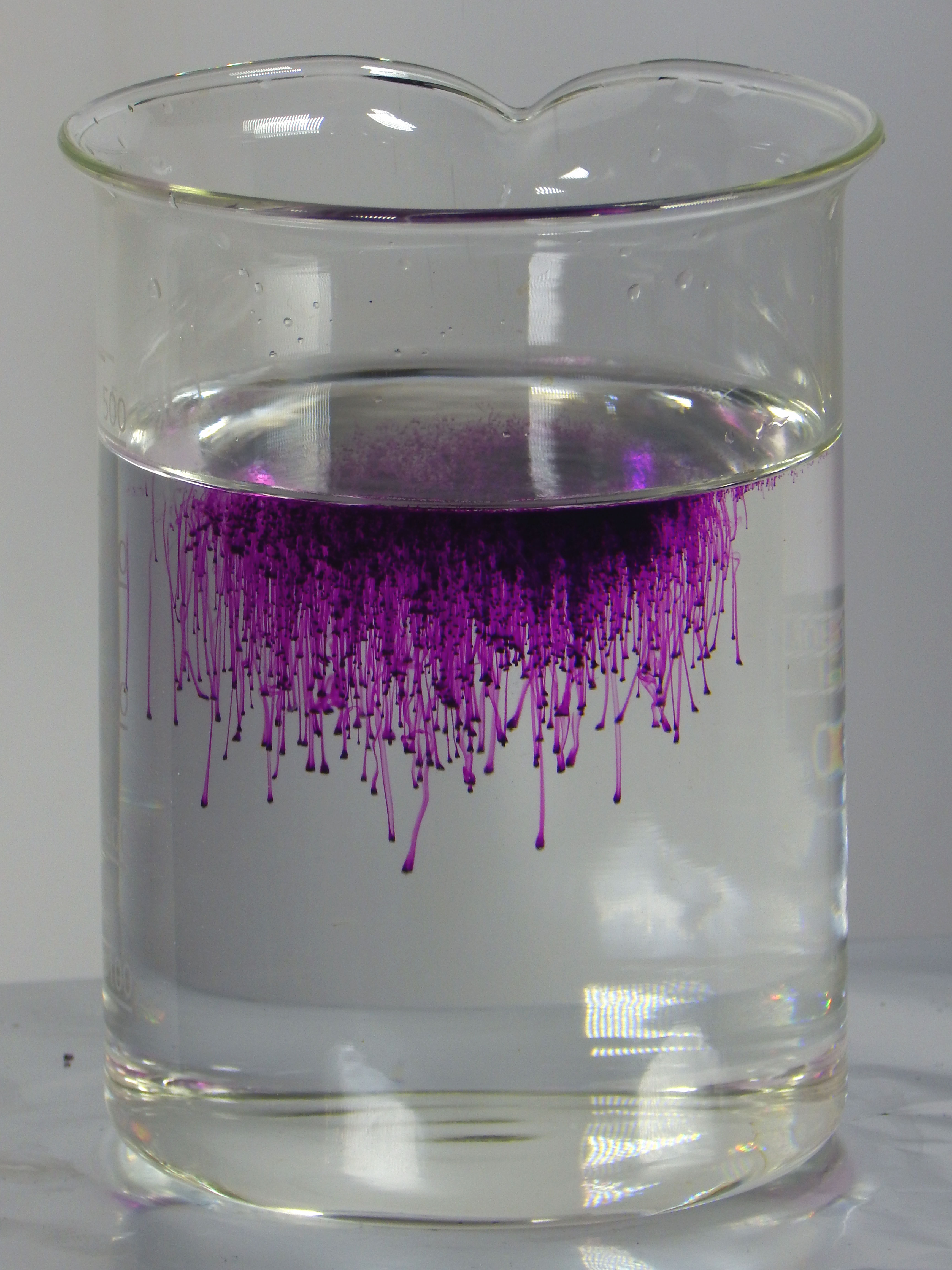
Difusió de permanganat de potassi en aigua
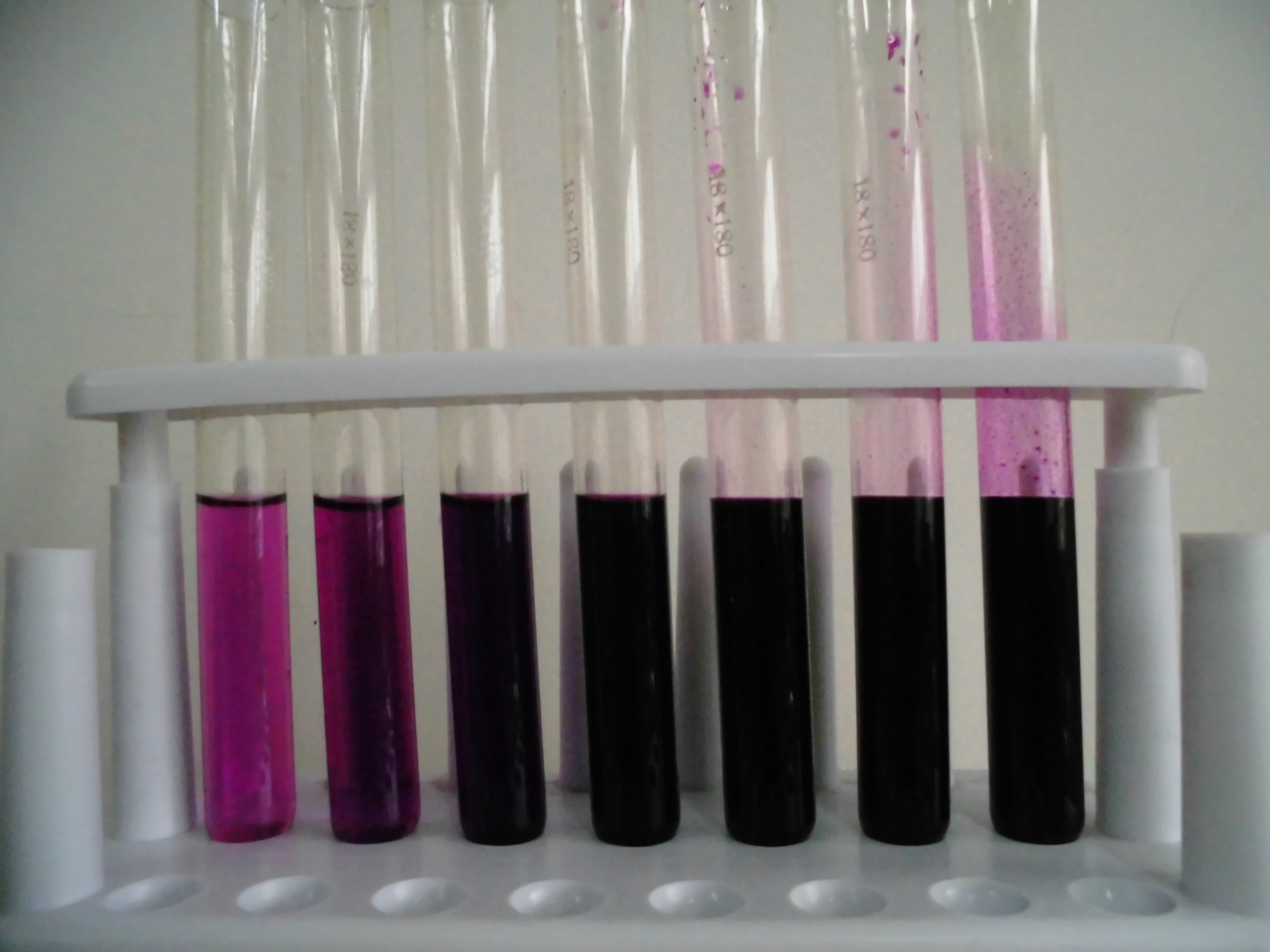
Solucions de permanganat de potassi amb diferents concentracions

## Usos
Gairebé totes les aplicacions del permanganat de potassi exploten les seves propietats oxidants. Com a oxidant fort que no genera subproductes tòxics, el KMnO4 té molts usos nínxols.

### Ús mèdic
El permanganat de potassi s'utilitza per a diverses afeccions de la pell. Això inclou infeccions per fongs del peu, impetigen, pèmfig, ferides superficials, dermatitis i úlceres tropicals. Està a la Llista de Medicaments Essencials de l'Organització Mundial de la Salut, els medicaments més segurs i eficaços necessaris en un sistema sanitari.
Les solucions diluïdes s'utilitzen com esbandida bucal (0,25%), desinfectant per a les mans (al voltant de l'1%).
El permanganat de potassi s'utilitza en algunes ocasions per a realitzar rentats gàstrics en certes intoxicacions.
També s'utilitza per a tractar algunes malalties parasitàries dels peixos.

### Tractament de l'aigua
El permanganat de potassi s'utilitza àmpliament en la indústria del tractament d'aigües. S'utilitza com a producte químic de regeneració per eliminar el ferro i el sulfur d'hidrogen (olor d'ou podrit) de l'aigua del pou mitjançant un filtre «sorra verda de manganès». «Pot-Perm» també es pot obtenir a les botigues de subministrament de piscines i s'utilitza addicionalment per tractar aigües residuals. Històricament s'utilitzava per desinfectar l'aigua potable i pot posar l'aigua de color rosa.
Actualment troba aplicació en el control d'organismes molestos com el musclo zebrat en sistemes de recollida i tractament d'aigua dolça.

### Síntesi i compostos orgànics

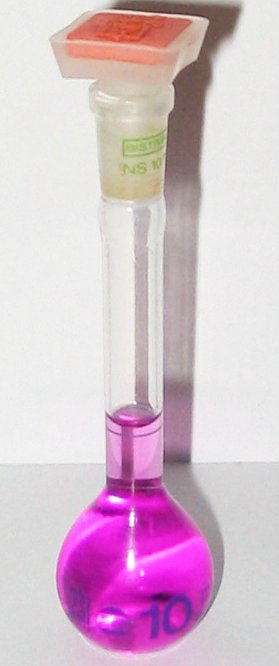
Una solució de KMnO_{4} en aigua, en un matràs aforat

Una aplicació important del KMnO4 és com a reactiu per a la síntesi de compostos orgànics. Es necessiten quantitats importants per a la síntesi d'àcid ascòrbic, cloramfenicol, sacarina, àcid isonicotínic i àcid pirazinoic.
El KMnO4 s'utilitza en l'anàlisi orgànica qualitativa per comprovar la presència d'insaturació. De vegades es coneix com el reactiu de Baeyer en honor al químic orgànic alemany Adolf von Baeyer. El reactiu és una solució alcalina de permanganat de potassi. La reacció amb enllaços dobles o triples (-C=C- o -C≡C-) fa que el color s'esvaeixi de rosa porpra a marró. Els aldehids i l'àcid fòrmic (i els formats) també donen una prova positiva. La prova és antiquada.

### Ús analític
El permanganat de potassi es pot utilitzar per determinar quantitativament el material orgànic oxidable total en una mostra aquosa. El valor determinat es coneix com a valor de permanganat. En química analítica, de vegades s'utilitza una solució aquosa estandarditzada de KMnO4 com a valorant oxidant per a valoracions redox (permanganometria). A mesura que es valora el permanganat de potassi, la solució es converteix en una ombra clara de color magenta, que s'enfosqueix a mesura que s'afegeix un excés de valorant a la solució. D'una manera relacionada, s'utilitza com a reactiu per determinar el nombre de Kappa de polpa de fusta. Per a l'estandardització de solucions de KMnO4, s'utilitza sovint la reducció per àcid oxàlic.
Les solucions aquoses i àcides de KMnO4 s'utilitzen per recollir mercuri gasós als gasos de combustió durant les proves d'emissions de fonts estacionàries.
En histologia es va utilitzar permanganat de potassi com a agent blanquejador.

### Conservació de la fruita
Els absorbents d'etilè augmenten el temps d'emmagatzematge dels plàtans fins i tot a altes temperatures. Aquest efecte es pot aprofitar envasant plàtans en polietilè juntament amb permanganat de potassi. En eliminar l'etilè per oxidació, el permanganat retarda la maduració, augmentant la vida útil de la fruita fins a 4 setmanes sense necessitat de refrigeració.

### Kits de supervivència
El permanganat de potassi s'inclou de vegades en els kits de supervivència: com a encenent de foc hipergòlic (quan es barreja amb anticongelant de glicerol d'un radiador de cotxe; com a esterilitzador d'aigua, i per crear senyals de socors a la neu.

### Servei de Bombers
S'afegeix permanganat de potassi als «dispensadors d'esferes de plàstic» per crear tallafocs i crema controlada. S'injecten esferes de polímer que s'assemblen a pilotes de ping-pong que contenen petites quantitats de permanganat s'injecten amb etilenglicol i es projecten cap a la zona on es desitja l'encesa, on s'encenen espontàniament segons després.
S'utilitzen dispensadors d'esferes de plàstic tant portàtils com en helicòpter o en vaixell.

### Altres usos
El permanganat de potassi és un dels principals productes químics utilitzats a les indústries del cinema i la televisió per «envellir» els accessoris i els apòsits. La seva ràpida conversió a MnO2 marró crea aspectes «centenaris» o «antics» a l'arpillera, cordes, fusta i vidre.
El permanganat de potassi es pot utilitzar per oxidar la pasta de cocaïna per purificar-la i augmentar la seva estabilitat. Això va fer que la Drug Enforcement Administration llançès l'Operació Purple l'any 2000, amb l'objectiu de controlar el subministrament mundial de permanganat de potassi; tanmateix, aviat es van utilitzar derivats i substituts del permanganat de potassi per evitar l'operació.
En química agrícola, s'utilitza per a l'estimació del nitrogen disponible al sòl.
A l'Àfrica, molta gent l'usa per a remullar vegetals amb la finalitat de neutralitzar qualsevol bacteri que estigui present.

## Història

Reacció del reactiu de Baeyer

El 1659, Johann Rudolf Glauber va fusionar una barreja del mineral pirolusita (diòxid de manganès, MnO2) i carbonat de potassi (K2CO3) per obtenir un material que, quan es dissolia en aigua, donava una solució verda (manganat de potassi) que lentament passava a violeta i finalment a vermell. Aquest informe representa la primera descripció de la producció de permanganat de potassi.
Poc menys de 200 anys després, el químic londinenc Henry Bollmann Condy tenia interès pels desinfectants; va trobar que fusionant la pirolusita amb hidròxid de sodi (NaOH) i dissolent-la en aigua produïa una solució amb propietats desinfectants. Va patentar aquesta solució i la va comercialitzar amb el nom de «Condy's Fluid». Tot i que efectiva, la solució no era gaire estable. Això es va superar utilitzant hidròxid de potassi (KOH) en lloc de NaOH. Això era més estable i tenia l'avantatge d'una conversió fàcil als cristalls de permanganat de potassi igualment efectius. Aquest material cristal·lí es coneixia com a «Cristalls de Condy» o «Pols de Condy». El permanganat de potassi era relativament fàcil de fabricar, de manera que Condy es va veure obligat posteriorment a passar un temps considerable en litigis per impedir que els competidors comercialitzessin productes similars.
Els primers fotògrafs l'utilitzaven com a component de la pólvora flaix. Ara es substitueix per altres oxidants, a causa de la inestabilitat de les mescles de permanganat.

## Preparació
El permanganat de potassi es produeix industrialment a partir de diòxid de manganès, que també es presenta com a pirolusita mineral. L'any 2000, la producció mundial es va estimar en 30.000 tones.
El MnO2 es fusiona amb hidròxid de potassi i s'escalfa amb aire o amb una altra font d'oxigen, com el nitrat de potassi o el clorat de potassi. Aquest procés dona manganat de potassi:
{\displaystyle {\ce {2 MnO2 + 4 KOH + O2 -> 2 K2MnO4 + 2 H2O}}}
Amb l'hidròxid de sodi, el producte final no és manganat de sodi sinó un compost Mn(V), que és una de les raons per les quals el permanganat de potassi s'utilitza més habitualment que el permanganat de sodi. A més, la sal de potassi cristal·litza millor.
El manganat de potassi es converteix després en permanganat per oxidació electrolítica en medis alcalins:
{\displaystyle {\ce {2 K2MnO4 + 2 H2O -> 2 KMnO4 + 2 KOH + H2}}}

### Altres mètodes
Encara que no té importància comercial, el manganat de potassi es pot oxidar pel clor o per desproporció en condicions àcides. La reacció d'oxidació del clor és
{\displaystyle {\ce {2 K2MnO4 + Cl2 -> 2 KMnO4 + 2 KCl}}}
I la reacció de desproporció induïda per l'àcid es pot escriure com
{\displaystyle {\ce {3 K2MnO4 + 4 HCl -> 2 KMnO4 + MnO2 + 2 H2O + 4 KCl}}}
Un àcid feble com l'àcid carbònic és suficient per a aquesta reacció:
{\displaystyle {\ce {3 K2MnO4 + 2 CO2 -> 2 KMnO4 + 2 K2CO3 + MnO2}}}
Les sals de permanganat també es poden generar tractant una solució d'ions Mn2+ amb oxidants forts com el diòxid de plom (PbO2), el bismutat de sodi (NaBiO3) o el peroxodisulfat (S
2O2−
8). Les proves de presència de manganès exploten el color violeta viu del permanganat produït per aquests reactius.

## Estructura
El KMnO4 forma cristalls ortoròmbics amb constants: a = 910,5 pm, b = 572,0 pm, c = 742,5 pm. El motiu general és similar al del sulfat de bari, amb el qual forma solucions sòlides. En el sòlid (com en la solució), cada centre de MnO−4 és tetraèdric. Les distàncies Mn–O són 1,62 Å.

## Reaccions

### Química orgànica
Les solucions diluïdes de KMnO4 converteixen els alquens en diols (glicols). Aquest comportament també s'utilitza com a prova qualitativa de la presència d'enllaços dobles o triples en una molècula, ja que la reacció decolora la solució de permanganat inicialment violeta i genera un precipitat marró (MnO2). En aquest context, de vegades s'anomena reactiu de Baeyer. No obstant això, el brom serveix millor per mesurar la insaturació (enllaços dobles o triples) quantitativament, ja que el KMnO4, en ser un agent oxidant molt fort, pot reaccionar amb una varietat de grups.
En condicions àcides, el doble enllaç alqué es trenca per donar l'àcid carboxílic adequat:
{\displaystyle {\ce {CH3(CH2)17CH=CH2 + 2 KMnO4 + 3 H2SO4 -> CH3(CH2)17COOH + CO2 + 4 H2O + K2SO4 + 2 MnSO4}}}
El permanganat de potassi oxida els aldehids a àcids carboxílics, com la conversió de n-heptanal a àcid heptanoic:
{\displaystyle {\ce {5 C6H13CHO + 2 KMnO4 + 3 H2SO4 -> 5 C6H13COOH + 3 H2O + K2SO4 + 2 MnSO4}}}
Fins i tot un grup alquil (amb un hidrogen bencílic) en un anell aromàtic s'oxida (per exemple, toluè a àcid benzoic).
{\displaystyle {\ce {5 C6H5CH3 + 6 KMnO4 + 9 H2SO4 -> 5 C6H5COOH + 14 H2O + 3 K2SO4 + 6 MnSO4}}}
Els glicols i els poliols són altament reactius cap al KMnO4. Per exemple, l'addició de permanganat de potassi a una solució aquosa de sucre i hidròxid de sodi produeix la reacció química camaleònica, que implica canvis dramàtics de color associats als diferents estats d'oxidació del manganès. Una reacció vigorosa relacionada s'aprofita com a activador de foc en equips de supervivència. Per exemple, una barreja de permanganat de potassi i glicerol o glucosa polveritzada s'encén fàcilment. Les seves propietats esterilitzants són un altre motiu per incloure KMnO4 en un kit de supervivència.
Per si mateix, el permanganat de potassi no es dissol en molts dissolvents orgànics. Si es desitja una solució orgànica de permanganat, es pot preparar «benzè morat», ja sigui tractant una barreja aquosa de permanganat de potassi i benzè amb una sal d'amoni quaternària,
{\displaystyle {\ce {KMnO4 + R4NCl -> R4NMnO4 + KCl}}}
o bé segrestant el catió potàssic amb un èter corona.

### Reacció amb els àcids
La reacció del permanganat amb l'àcid clorhídric concentrat dona clor. Els productes que contenen Mn de les reaccions redox depenen del pH. Les solucions àcides de permanganat es redueixen a l'ió manganès (II) lleugerament rosat (Mn2+) i aigua. En solució neutra, el permanganat només es redueix en tres electrons per donar diòxid de manganès (MnO2), on el manganès es troba en un estat d'oxidació +4. Aquest és el material que taca la pell quan es manipula KMnO4. El KMnO4 es redueix espontàniament en una solució alcalina a K2MnO4 verd, on el manganès es troba en estat d'oxidació +6.
Es produeix una curiosa reacció en afegir àcid sulfúric concentrat al permanganat de potassi. L'àcid sulfúric concentrat reacciona amb KMnO4 per donar Mn2O7, que pot ser explosiu. Tot i que no es pot veure cap reacció, el vapor que hi ha sobre la mescla encén paper impregnat d'alcohol. El permanganat de potassi i l'àcid sulfúric reaccionen per produir una mica d'ozó, que té un alt poder oxidant i oxida ràpidament l'alcohol, fent-lo cremar. Com que la reacció també produeix un explosiu Mn2O7, això només s'ha d'intentar amb molta cura.

### Descomposició termal
El permanganat de potassi sòlid es descompon quan s'escalfa:
{\displaystyle {\ce {2 KMnO4 -> K2MnO4 + MnO2 + O2}}}
Aquí, l'estat d'oxidació del manganès canvia a mesura que el permanganat de potassi (estat d'oxidació +7) es descompon en manganat de potassi (estat d'oxidació +6) i diòxid de manganès (estat d'oxidació +4). També s'allibera gas oxigen.

## Seguretat i manipulació
El permanganat de potassi presenta riscos com a oxidant. El KMnO4 sòlid és un oxidant molt fort, que barrejat amb glicerina pura provocarà una reacció fortament exotèrmica. Reaccions d'aquest tipus ocorren al barrejar KMnO4 sòlid amb molts materials orgànics. Les seves solucions aquoses són bastant menys perilloses, especialment en estar diluïdes. Barrejant KMnO4 sòlid amb àcid sulfúric concentrat forma Mn2O7 que provoca una explosió. La barreja del permanganat sòlid amb àcid clorhídric concentrat genera el perillós gas clor.
El permanganat taca la pell i la roba (al reduir-se a MnO2) i deuria per tant manejar-se amb cura. Les taques en la roba es poden rentar amb àcid acètic. El contacte amb la pell donarà lloc a una taca marró de llarga durada. Les taques en la pell desapareixen durant les primeres 48 hores. No obstant això, les taques poden ser eliminades amb un sulfit o bisulfit de sodi.